# Bouncy Castle
Bouncy Castle es una colección de API utilizados en criptografía. Tiene versiones para los lenguajes Java y C#.

## Historia
Bouncy Castle nació como resultado del esfuerzo de dos colegas que sufrieron la necesidad de recrear librerías criptográficas en cada cambio de empleo. Un requisito de diseño inicial fue que existieran versiones de la librería para el entorno JavaME por lo que existen 2 juegos de librerías.

## Arquitectura
La API de bajo nivel está optimizada para gestionar eficientemente los algoritmos criptográficos, de forma que se puedan usar en entornos de bajos recursos (JavaME) o no es posible usar las librerías JCE (por ejemplo en un applet).
La librería compatible JCE se basa en las API de bajo nivel, de modo que el código fuente es un ejemplo de implementación de problemas criptográficos comunes con dichas API.